# Voetbalelftal van Bosnië en Herzegovina in 1998
Het Bosnisch voetbalelftal speelde in totaal zes officiële interlands in het jaar 1998, waaronder vier wedstrijden in de kwalificatiereeks voor de EK-eindronde 2000 in België en Nederland. De ploeg stond onder leiding van bondscoach Džemaludin Mušović, die Fuad Muzurović was opgevolgd. Zijn eerste wedstrijd op de bank was het met 5-0 verloren oefenduel tegen Argentinië. Op de in 1993 geïntroduceerde FIFA-wereldranglijst steeg Bosnië in 1998 van de 100ste (februari 1998) naar de 96ste plaats (december 1998). Verdedigers Sead Kapetanović (VfL Wolfsburg) en Mirza Varešanović (Bursaspor) waren de enige twee spelers die in alle zes duels in actie kwamen, van begin tot eind.

## Balans
| Wedstrijden | Wedstrijden | Wedstrijden | Wedstrijden | Doelpunten | Doelpunten | Doelpunten | Punten |
| Gespeeld    | Winst       | Gelijk      | Verlies     | Voor       | Tegen      | Saldo      | Punten |
| ----------- | ----------- | ----------- | ----------- | ---------- | ---------- | ---------- | ------ |
| 6           | 1           | 2           | 3           | 6          | 14         | –8         | 0.667  |

## Interlands
|                                                  | |       |                |                                                                                        |
| 14 mei Vriendschappelijk № 19 «onderlinge duels» | Argentinië                                                                                           | 5 – 0 | Bosnië en Her. | Estadio Olimpico, Córdoba Toeschouwers: 44.243 Scheidsrechter: Luis Mariano Peña (CHI) |
| 14 mei Vriendschappelijk № 19 «onderlinge duels» | Gabriel Batistuta 5' Gabriel Batistuta 20' Javier Zanetti 55' Ariel Ortega 60' Gabriel Batistuta 80' |       |                | Estadio Olimpico, Córdoba Toeschouwers: 44.243 Scheidsrechter: Luis Mariano Peña (CHI) |

|                                                  |                     |       |                 |                                                                                    |
| 3 juni Vriendschappelijk № 20 «onderlinge duels» | Macedonië           | 1 – 1 | Bosnië en Her.  | Gradski Stadion, Skopje Toeschouwers: 7.000 Scheidsrechter: Miroslav Radoman (YUG) |
| 3 juni Vriendschappelijk № 20 «onderlinge duels» | Milan Stojanoski 6' |       | 75' Senad Brkić | Gradski Stadion, Skopje Toeschouwers: 7.000 Scheidsrechter: Miroslav Radoman (YUG) |

|                                                               |                  |       |         |                                                                                     |
| 19 augustus EK-kwalificatie № 21 «onderlinge duels» 20:30 uur | Bosnië en Herz.  | 1 – 0 | Faeröer | Stadion Koševo, Sarajevo Toeschouwers: 20.000 Scheidsrechter: Tomasz Mikulski (POL) |
| 19 augustus EK-kwalificatie № 21 «onderlinge duels» 20:30 uur | Elvir Baljić 65' |       |         | Stadion Koševo, Sarajevo Toeschouwers: 20.000 Scheidsrechter: Tomasz Mikulski (POL) |

|                                                               |                     |       |                         |                                                                                   |
| 5 september EK-kwalificatie № 22 «onderlinge duels» 20:30 uur | Bosnië en Herz.     | 1 – 1 | Estland                 | Stadion Koševo, Sarajevo Toeschouwers: 21.000 Scheidsrechter: Charles Agius (MLT) |
| 5 september EK-kwalificatie № 22 «onderlinge duels» 20:30 uur | Sergej Barbarez 74' |       | 29' (e.d.) Mirsad Hibić | Stadion Koševo, Sarajevo Toeschouwers: 21.000 Scheidsrechter: Charles Agius (MLT) |

|                                                              |                 |       |                                                         |                                                                                      |
| 10 oktober EK-kwalificatie № 23 «onderlinge duels» 17:45 uur | Bosnië en Herz. | 1 – 3 | Tsjechië                                                | Stadion Koševo, Sarajevo Toeschouwers: 30.000 Scheidsrechter: Domenico Messina (ITA) |
| 10 oktober EK-kwalificatie № 23 «onderlinge duels» 17:45 uur | Marko Topić 87' |       | 12' Miroslav Beránek 58' Vladimír Šmicer 90' Pavel Kuka | Stadion Koševo, Sarajevo Toeschouwers: 30.000 Scheidsrechter: Domenico Messina (ITA) |

|                                                              |                                                                                                |       |                                    |                                                                                            |
| 14 oktober EK-kwalificatie № 24 «onderlinge duels» 20:00 uur | Litouwen                                                                                       | 4 – 2 | Bosnië en Her.                     | Žalgiris Stadion, Vilnius Toeschouwers: 2.000 Scheidsrechter: Manfred Schüttengruber (AUT) |
| 14 oktober EK-kwalificatie № 24 «onderlinge duels» 20:00 uur | Valdas Ivanauskas 11' Valdas Ivanauskas 67' Valdas Ivanauskas 77' Virginijus Baltušnikas 90+3' |       | 5' Muhamed Konjić 68' Elvir Baljić | Žalgiris Stadion, Vilnius Toeschouwers: 2.000 Scheidsrechter: Manfred Schüttengruber (AUT) |

## FIFA-wereldranglijst
| JAN | FEB | MAR | APR | MEI | JUN | JUL | AUG | SEP | OKT | NOV | DEC |
| --- | --- | --- | --- | --- | --- | --- | --- | --- | --- | --- | --- |
|     | 100 | 101 | 102 | 102 |     | 94  | 97  | 95  | 91  | 93  | 96  |

## Statistieken
| Mirsad Dedić       | 1968-02-21 | FK Sarajevo         | 5 | 0 | 0 | 19 | 0 |
| Nihad Pejković     | 1968-10-23 | Olimpija Ljubljana  | 1 | 0 | 0 | 1  | 0 |
| Verdediging        |            |                     |   |   |   |    |   |
| Sead Kapetanović   | 1972-01-21 | VfL Wolfsburg       | 6 | 0 | 0 | 9  | 0 |
| Mirza Varešanović  | 1972-05-31 | Bursaspor           | 6 | 0 | 0 | 10 | 0 |
| Suad Katana        | 1969-04-06 | Adanaspor           | 5 | 0 | 0 | 10 | 0 |
| Mirsad Hibić       | 1973-10-11 | Sevilla FC          | 4 | 0 | 0 | 7  | 0 |
| Muhamed Konjić     | 1970-05-14 | Coventry City       | 4 | 0 | 0 | 14 | 0 |
| Jasmin Mujdža      | 1974-03-02 | Hajduk Split        | 3 | 2 | 0 | 5  | 0 |
| Edin Ramčić        | 1970-08-01 | KAA Gent            | 2 | 0 | 0 | 6  | 0 |
| Middenveld         |            |                     |   |   |   |    |   |
| Hasan Salihamidžić | 1977-01-01 | Bayern München      | 5 | 0 | 0 | 13 | 3 |
| Sejad Halilović    | 1969-03-16 | Karabükspor         | 4 | 0 | 0 | 12 | 0 |
| Edin Mujčin        | 1970-01-14 | Croatia Zagreb      | 3 | 2 | 0 | 9  | 1 |
| Enes Demirović     | 1972-06-13 | İstanbulspor        | 2 | 1 | 0 | 9  | 0 |
| Nermin Šabić       | 1973-12-21 | Croatia Zagreb      | 1 | 2 | 0 | 13 | 0 |
| Senad Repuh        | 1972-11-18 | Bursaspor           | 1 | 0 | 0 | 8  | 1 |
| Bakir Beširević    | 1965-11-03 | NK Osijek           | 0 | 3 | 0 | 12 | 0 |
| Nail Besirović     | 1967-07-22 | SC Farense          | 0 | 1 | 0 | 1  | 0 |
| Admir Hasančić     | 1970-11-29 | HNK Rijeka          | 0 | 1 | 0 | 1  | 0 |
| Almedin Hota       | 1976-07-22 | FK Sarajevo         | 0 | 1 | 0 | 1  | 0 |
| Adnan Kevrić       | 1970-05-02 | Stuttgarter Kickers | 0 | 1 | 0 | 1  | 0 |
| Aanval             |            |                     |   |   |   |    |   |
| Sergej Barbarez    | 1971-09-17 | Borussia Dortmund   | 5 | 0 | 1 | 5  | 1 |
| Elvir Baljić       | 1974-07-08 | Fenerbahçe          | 4 | 0 | 1 | 13 | 1 |
| Elvir Bolić        | 1971-10-10 | Fenerbahçe          | 2 | 1 | 0 | 14 | 6 |
| Marko Topić        | 1976-01-01 | AC Monza Brianza    | 1 | 2 | 1 | 4  | 1 |
| Marijo Dodik       | 1974-02-18 | NK Slaven Belupo    | 1 | 0 | 0 | 1  | 0 |
| Meho Kodro         | 1967-01-12 | CD Tenerife         | 1 | 0 | 0 | 8  | 1 |
| Senad Brkić        | 1969-09-03 | Altay Izmir         | 0 | 2 | 1 | 5  | 1 |
| Almir Turković     | 1970-11-03 | NK Zadar            | 0 | 1 | 0 | 7  | 0 |

N/FS BiH · A-internationals · Bondscoaches · Statistieken · Bosnisch vrouwenelftal · Bosnië U23 · Bosnië U21 · Bosnië U19 · Bosnië U18 · Bosnië U17 · Bosnië U16
1995 – 1999 ·
2000 – 2009 ·
2010 – 2019 ·
2020 − 2029
WK 2014
1995 · 
1996 · 
1997 · 
1998 · 
1999 · 
2000 · 
2001 · 
2002 · 
2003 · 
2004 · 
2005 · 
2006 · 
2007 · 
2008 · 
2009 · 
2010 · 
2011 · 
2012 · 
2013 · 
2014 · 
2015 · 
2016 · 
2017 · 
2018 ·
2019 ·
2020 ·
2021 ·
2022 ·
2023 ·
2024
Albanië ·
Algerije ·
Andorra ·
Argentinië ·
Armenië ·
Azerbeidzjan ·
Bahrein ·
Bangladesh ·
België ·
Brazilië · 
Bulgarije ·
Chili ·
China ·
Costa Rica ·
Cyprus ·
Denemarken ·
Duitsland ·
Egypte ·
Engeland ·
Estland ·
Faeröer ·
Finland ·
Frankrijk ·
Georgië ·
Ghana ·
Gibraltar ·
Griekenland ·
Hongarije ·
Ierland · 
IJsland ·
Indonesië ·
Iran ·
Israël ·
Italië ·
Ivoorkust ·
Japan ·
Joegoslavië · 
Jordanië ·
Kazachstan ·
Koeweit ·
Kroatië ·
Letland ·
Liechtenstein ·
Litouwen ·
Luxemburg ·
Maleisië ·
Malta ·
Mexico ·
Moldavië ·
Montenegro ·
Nederland ·
Nigeria ·
Noord-Ierland ·
Noord-Macedonië ·
Noorwegen ·
Oekraïne ·
Oezbekistan ·
Oman ·
Oostenrijk ·
Paraguay ·
Polen ·
Portugal ·
Qatar ·
Roemenië ·
San Marino ·
Schotland ·
Senegal ·
Servië en Montenegro ·
Slovenië ·
Slowakije ·
Spanje ·
Tsjechië ·
Tunesië · 
Turkije ·
Verenigde Staten · 
Vietnam ·
Wales ·
Wit-Rusland ·
Zimbabwe ·
Zuid-Korea ·
Zweden ·
Zwitserland
Argentinië (2014) ·
Iran (2014) ·
Nigeria (2014)